# Humiria

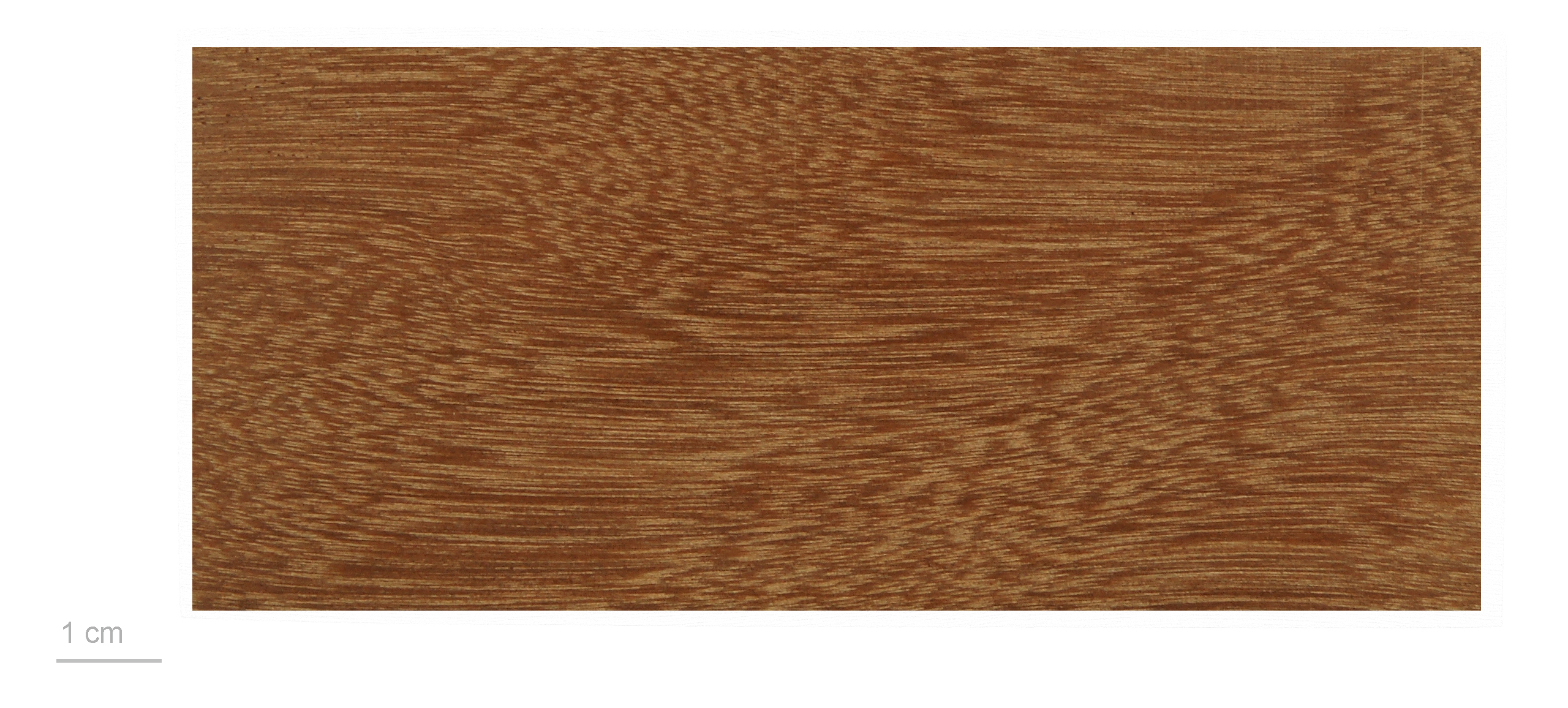
Humiria balsamifera - MHNT

Humiria é um género botânico pertencente à família Humiriaceae.

## Espécies
Composto por 4 espécies:
- Humiria balsamifera Aubl.
- Humiria crassifolia Mart.
- Humiria fruticosa Cuatrec.
- Humiria wurdackii Cuatrec.